# Plougourvest

Plougourvest este o comună în departamentul Finistère, Franța. În 1 ianuarie 2022 avea o populație de 1.486 de locuitori.